# NESSIE
Il NESSIE (New European Schemes for Signatures, Integrity and Encryption) è stato un progetto di ricerca finanziato dalla Comunità europea atto a selezionare un pacchetto di primitive crittografiche da adottare come standard che è iniziato nel 2000 ed è terminato nel 2003. Il progetto era comparabile al processo di standardizzazione dell'AES promosso dal NIST ed al progetto CRYPTREC sponsorizzato dal governo giapponese.
NESSIE era stato ideato per identificare e valutare progetti crittografici di qualità in diverse categorie, e per tale scopo fu pubblicato un bando di partecipazione nel marzo del 2000, che raccolse 42 primitive, 12 delle quali furono selezionate nel febbraio del 2003 come componenti del portafoglio finale. Oltre ad essi, 5 altri algoritmi già pubblicati in precedenza e non presentati esplicitamente al progetto furono scelti come "selezionati". Il progetto ha pubblicamente dichiarato che "nessuna vulnerabilità è stata trovata negli schemi selezionati".

## Algoritmi selezionati
Gli algoritmi selezionati ed i loro sviluppatori o presentatori sono elencati di seguito. I 5 algoritmi già noti, ma non formalmente presentati al progetto, sono marcati con un asterisco ("*"). Molti possono essere utilizzati liberamente senza la necessità di pagare una licenza: quelli il cui uso necessita di una licenza sono marcati con un cancelletto ("#") (da segnalare che, secondo il comunicato stampa del progetto NESSIE, i proprietari delle licenze si impegnano a definire dei termini di licenza ragionevoli e non discriminatori per tutti gli interessati alle loro opere).
Nessuno dei 6 cifrari a flusso presentati al NESSIE è stato scelto, a causa del fatto che tutti sono caduti sotto la crittoanalisi. Questo risultato inatteso è stato l'incipit per avviare il progetto eSTREAM.

### Cifrari a blocchi
- MISTY1: Mitsubishi Electric
- Camellia: NTT e Mitsubishi Electric
- SHACAL-2: Gemplus
- AES (Rijndael)*: NIST, FIPS

### Crittografia a chiave pubblica
- ACE Encrypt#: laboratorio di ricerca IBM di Zurigo
- PSEC-KEM: NTT
- RSA-KEM*: (bozza dell'ISO/IEC 18033-2)

### Algoritmi di MAC e funzioni crittografiche di hash
- Two-Track-MAC: Università Cattolica di Lovanio e debis AG
- UMAC: Intel, Università del Nevada, IBM, istituto Technion e Università della California
- CBC-MAC*: (ISO/IEC 9797-1);
- HMAC*: ISO/IEC 9797-1
- Whirlpool: Scopus Tecnologia S.A. e Università Cattolica di Lovanio
- SHA-256*, SHA-384* e SHA-512*: NSA (US FIPS 180-2)

### Algoritmi di firma digitale
- ECDSA#: Certicom Corp
- RSA-PSS: RSA Security
- SFLASH: Schlumberger Corp (lo SFLASH è stato violato nel 2007 per cui non dovrebbe più essere utilizzato).

### Schemi di identificazione
- GPS-auth: École Normale Supérieure, France Télécom e La Poste

## Committenti del progetto
I committenti ed i loro rappresentanti nel progetto erano:
- Università Cattolica di Lovanio (prima commissione): Bart Preneel, Alex Biryukov, Antoon Bosselaers, Christophe de Cannière, Bart Van Rompay
- École Normale Supérieure: Jacques Stern, Louis Granboulan, Gwenaëlle Martinet
- Royal Holloway, Università di Londra: Sean Murphy, Alex Dent, Rachel Shipsey, Christine Swart, Juliette White
- Siemens AG: Markus Dichtl, Marcus Schafheutle
- Istituto della tecnologia Technion: Eli Biham, Orr Dunkelman
- Università Cattolica di Lovanio: Jean-Jacques Quisquater, Mathieu Ciet, Francesco Sica
- Università di Bergen: Lars Knudsen, Håvard Raddum